# FC 발티카 칼리닌그라드
FC 발티카 칼리닌그라드(러시아어: Футбольный клуб «Балтика» Калининград)는 러시아 칼리닌그라드를 연고로 하는 축구 클럽으로 현재는 러시아 프리미어리그에 참가하고 있다. 1954년 12월 22일 피셰비크(Пищевик)라는 이름으로 창단되었으며 1958년 클럽 이름을 발티카(Балтика)로 변경하여 오늘에 이른다.

## 선수 명단

### 현역
참고: FIFA 자격 규정에 따라 소속된 국가대표팀 국기를 표시합니다. 선수는 복수의 FIFA 비회원국 국적을 가지고 있을 수 있습니다.
| 번호 | 포지션 | 국적 | 이름 |
| ---- | ------ | ---- | ---- |

| 번호 | 포지션 | 국적 | 이름 |
| ---- | ------ | ---- | ---- |

## 역대 감독
| 감독            | 임기 |
| --------------- | ---- |
| 이고리 레댜호프 | 2018 |